# 庭田重行
庭田 重行（にわた しげつら、1891年8月15日 - 1952年9月28日）は、明治時代から昭和時代の華族（伯爵）で、陸軍軍人や宮内省職員を務めた。位階および勲等は従三位・勲四等。

## 生涯
庭田重直伯爵と母長子（綾小路有良子爵の長女、1868年（明治元年）1月生）の長男として1891年（明治24年）に生まれる。1898年に家督を相続し、襲爵する。学習院高等科を経て慶應義塾大学を卒業。のちに陸軍に入り、陸軍歩兵少尉に進んだ。1915年から歌会始講師となり、1924年に掌典に任ぜられた。

## 家族
- 妻：公子（1897年 - 1961年） - 松平義生子爵の五女[2]
- 弟：綾小路茂俊（1896年 - 1959年） - 綾小路有良の養子となり家督を継承、後に分家。
- 従姉：姈子（1885年 - 1968年） - 男爵九條良政の妻
- 養子：勝弘（1937年 - ） - 綾小路茂俊子爵の長男